# 安芸駅
安芸駅（あきえき）は、高知県安芸市東浜にある、土佐くろしお鉄道ごめん・なはり線の駅である。駅番号はGN27。
普通列車を中心に折返し列車が多数設定されている。阿佐線CTCセンター等運行本部があり、同線の中枢的な役割を担う駅である。

## 歴史

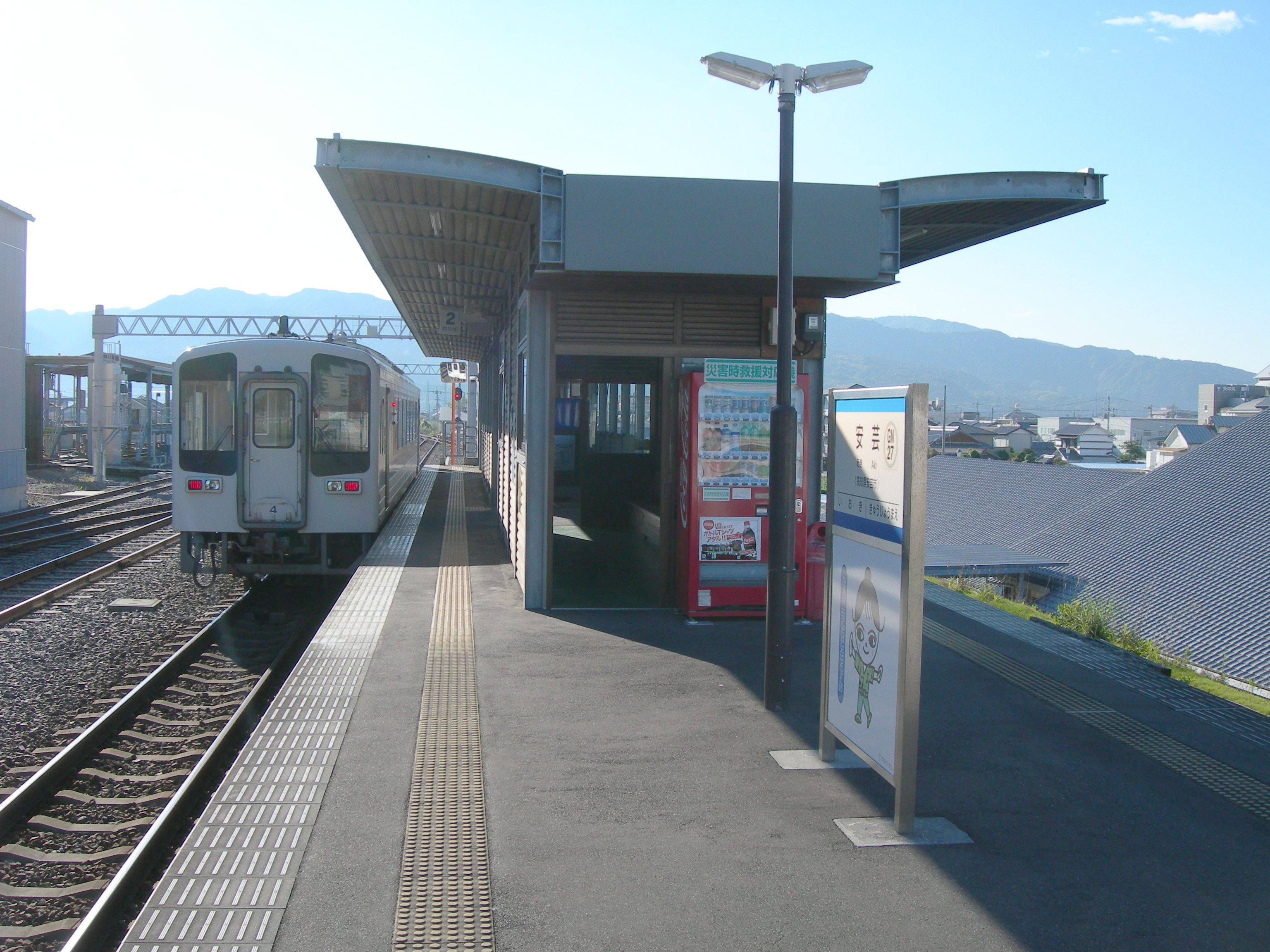
ホーム

- 2002年（平成14年）7月1日：土佐くろしお鉄道ごめん・なはり線の駅として開設。

## 駅構造
盛土上に島式ホーム1面2線を有する列車交換可能な地上駅。駅北方には検車区も備え、夜間滞泊が設定されている。
直営駅。阿佐線全駅を管理する。エレベーター・みどりの窓口・自動券売機が設置されている。
土佐くろしお鉄道ごめん・なはり線では開通時から利用促進のための方策が考えられ、いくつかの駅に物産館を併設して集客を図っている。安芸駅にも南側に安芸市観光協会が運営する「安芸駅ぢばさん市場」（安芸市矢ノ丸四丁目）が併設されている。2022年（令和4年）の売上は約4億9千万円と高知県内の直売所としては「とさのさと」（高知市）に次いで2番目で、2023年（令和5年）9月7日にはリニューアルが行なわれた。ごめん・なはり線関連グッズや、プロ野球の阪神タイガース関連グッズも取り扱っている。

### のりば
| のりば | 路線              | 方向 | 行先           | 備考          |
| ------ | ----------------- | ---- | -------------- | ------------- |
| 1      | ■ごめん・なはり線 | 下り | 後免・高知方面 | 一部2番のりば |
| 2      | ■ごめん・なはり線 | 上り | 奈半利方面     |               |

## 駅周辺

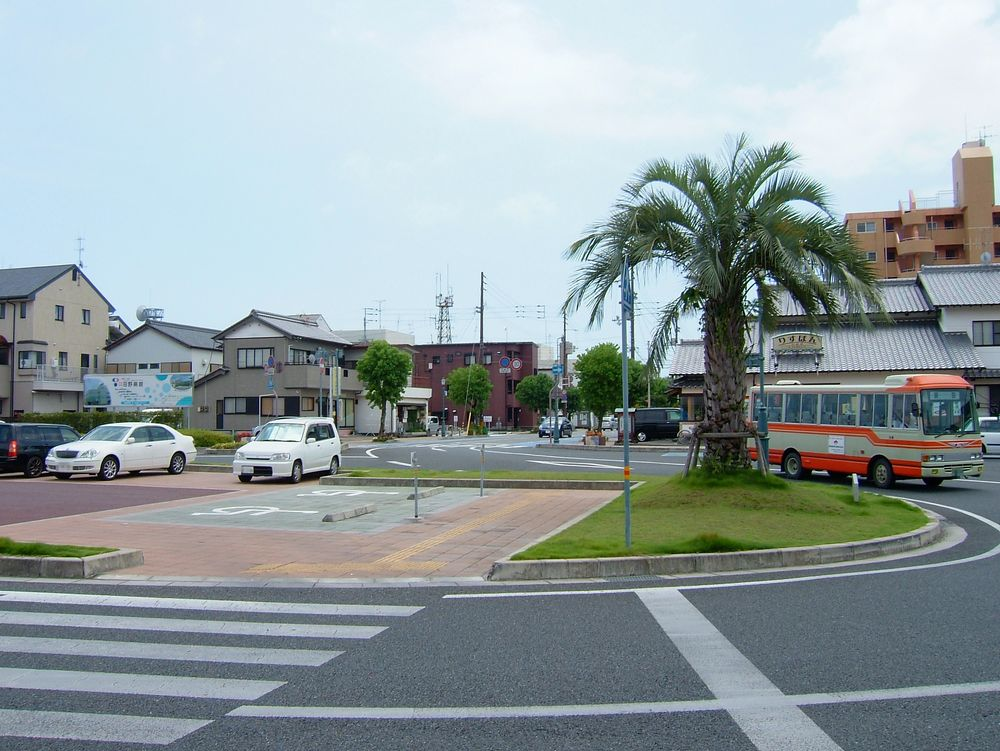
駅前風景

- 安芸市役所
- 高知県安芸警察署
- 安芸公共職業安定所（ハローワーク安芸）
- 安芸税務署
- 安芸地方合同庁舎
  - 高知地方法務局安芸支局
  - 安芸労働基準監督署
- 安芸郵便局
- 四国銀行 安芸支店
- 四国労働金庫 安芸支店
- 国道55号
- 土居廓中
- 内原野公園
- 安芸城趾
- 安芸市立書道美術館
- 野良時計
- 岩崎弥太郎生家跡
- マルナカ 安芸店
- ドラッグストアコスモス 安芸店
- コメリハード&グリーン花園店

## バス路線
- 高知東部交通
  - 後免町・はりまや橋・桟橋車庫・県庁前方面
  - 安芸営業所行
  - 室戸岬経由室戸世界ジオパークセンター行き（海の駅東洋町・甲浦岸壁方面は室戸世界ジオパークセンターで乗換）（奈半利駅以遠は阿佐線未成区間）
  - 馬路・魚梁瀬方面 （便数は平日・土曜4本、休日3本となっている）
- とさでん交通
  - 大阪方面  よさこい号（阪急バスと共同運行）
- 安芸市（元気バス）
  - 大井・古井・別役方面
  - 江川・八ノ谷方面
  - 寺内・畑山方面
  - 一ノ宮・尾川方面
  - 内原野・一ノ宮方面循環
  - 江川・宮田岡方面循環

## イメージキャラクター

あき うたこちゃん

名称は「あき うたこちゃん」。安芸市出身の作曲家・弘田龍太郎に因んで音楽をモチーフとしたもので、音符が描かれた着物を着ている女の子である。
なお、このキャラクターのモニュメントは駅舎手前付近に設置されている。
また、バップが発売するごめん・なはり線記念ソング『いいなぁ安芸（アキ）』（2003年発売）というアルバムに「いいなぁアキ（安芸）」のタイトルで当駅やキャラクターに関するオリジナルソングが収録されている（作詞：やなせたかし、作曲：ミッシェル・カマ（やなせの作曲家としてのペンネーム）、編曲：近藤浩章、歌：やなせたかし、大和田りつ子、岡崎裕美）。

## 隣の駅
土佐くろしお鉄道
■ごめん・なはり線
あき総合病院前駅 (GN27-1) - 安芸駅 (GN27) - 伊尾木駅 (GN26)
※快速は球場前駅から奈半利方向各駅に停車。奈半利行は当駅から種別表記も「普通」に変わる。